# 社会主义奥特亚罗瓦
社会主义奥特亚罗瓦（英語：Socialist Aotearoa，缩写为SA）是新西兰的一个托洛茨基主义组织。该组织成立于2008年，分裂自社会主义工人。该组织的意识形态是革命社会主义、马克思主义。该组织支持毛利人争取民族权利。该组织的政治立场是极左翼。该组织实行集体领导。该组织以奥克兰为活动基地。该组织出版刊物《反资本主义者》。该组织是国际社会主义倾向的成员。